# Nicole Koolhaas
Nicole Koolhaas (Hoorn, 31 gennaio 1991) è un'ex pallavolista olandese, di ruolo centrale.

## Palmarès

### Club
- Campionato svedese: 1

2012-13
- Campionato rumeno: 1

2017-18
- Coppa di Svezia: 1

2012-13
- Coppa di Finlandia: 1

2013
- Coppa di Romania: 1

2017-18

### Nazionale (competizioni minori)
- Piemonte Woman Cup 2010
- Montreux Volley Masters 2015